# Paul-Marie Rousset
Paul-Marie Rousset (ur. 27 sierpnia 1921 w Grièges, zm. 9 stycznia 2016 w Bourg-en-Bresse) – francuski duchowny rzymskokatolicki, biskup pomocniczy Lyonu w latach 1966–1971, biskup diecezjalny Saint-Étienne w latach 1971–1987.
Święcenia kapłańskie otrzymał 24 lutego 1945. 24 stycznia 1966 papież Paweł VI mianował go biskupem pomocniczym archidiecezji Lyonu ze stolicą tytularną Utimma. 6 marca 1966 z rąk biskupa René Fourreya przyjął sakrę biskupią. 23 lutego 1971 został mianowany biskupem diecezjalnym diecezji Saint-Étienne. 28 września 1987 na ręce papieża Jana Pawła II złożył rezygnację z zajmowanej funkcji.